# Jonathan Browne
Jonathan Browne (Ratoath, 10 juli 2000) is een Iers autocoureur.

## Carrière

### Formule Ford
Browne begon zijn autosportcarrière in het karting in 2012. In 2018 debuteerde hij in het formuleracing in de Formule Ford. Hij kwam dat jaar uit in het Britse National Formula Ford Championship, waarin hij met 93 punten zestiende in de eindstand werd. In 2019 behaalde hij een zege op het Oulton Park Circuit en verbeterde hij zichzelf naar de vijfde plaats in het klassement. Tevens won hij dat jaar het Formule Ford Festival. In 2020 behaalde hij een podiumfinish in de Britse Formule Ford en werd hij tweede in het Formule Ford Festival. In 2021 reed hij nog eenmaal in het Festival, waarin hij als achtste eindigde.

### GB3
In 2021 maakte Browne de overstap naar het GB3 Championship, waarin hij voor Hillspeed in de laatste drie raceweekenden van het seizoen reed. Bij zijn debuut op Silverstone behaalde hij direct een podiumplaats, zijn enige van het jaar. Met 83 punten werd hij negentiende in de eindstand.

### Indy / USF Pro 2000 Championship
In 2022 maakte Browne de overstap naar de Verenigde Staten, waar hij in het Indy Pro 2000 Championship voor Turn 3 Motorsport ging rijden. Een vijfde plaats op de Portland International Raceway was zijn beste race-uitslag. Tevens startte hij op het binnencircuit van de Indianapolis Motor Speedway vanaf pole position. Met 187 punten werd hij twaalfde in het eindklassement.
In 2023 veranderde de Indy Pro 2000 van naam naar het USF Pro 2000 Championship, waarin Browne actief bleef voor Turn 3. Hij behaalde twee podiumplaatsen op Road America en Portland. Met 230 punten verbeterde hij zichzelf naar de achtste plaats in het kampioenschap.

### Indy NXT
In 2024 stapt Browne over naar de Indy NXT, waarin hij voor HMD Motorsports uitkomt.